# Coupe du monde de rugby à XIII 1995
Navigation
Édition précédente Édition suivante
La Coupe du monde de rugby à XIII 1995 (11e édition depuis sa création en 1954) se déroule du 7 au 28 octobre 1995 au Royaume-Uni (Angleterre et Pays de Galles). Il s'agit de la plus importante des compétitions internationales de rugby à XIII mettant aux prises des sélections nationales, organisée par Rugby League International Federation (RLIF). C'est la troisième fois que le Royaume-Uni l'organise.
Au cours de cette édition a été célébré le centenaire de la naissance du rugby à XIII avec la création de  la Northern Rugby Football Union en 1895 (devenu le Rugby Football League en 1922).
Élargie pour la première fois à dix nations, cela a permis à trois sélections de connaître leur première participation à ce tournoi : les Samoa occidentales, l'Afrique du Sud et les Tonga.
Cette édition 1995 a été remporté 16 à 8 par l'équipe d'Australie contre celle d'Angleterre  à Wembley devant 66 540 spectateurs (la moyenne dans la compétition s'établissant à 17 708 spectateurs par match).

## Acteurs

### France
Le sélectionneur est Ivan Grésèque.
| Nom                | Âge | Matches et (pts) pendant l'édition | Club           |
| ------------------ | --- | ---------------------------------- | -------------- |
| Vincent Banet      | 22  | 1 (0)                              | 0 Limoux       |
| Frédéric Banquet   | 19  | 2 (4)                              | 0 Sheffield    |
| Cyril Baudouin     | 20  | 1 (0)                              | 0 Carpentras   |
| Hadj Boudebza      | 28  | 1 (0)                              | 0 Saint-Estève |
| Didier Cabestany   | 26  | 2 (4)                              | 0 XIII Catalan |
| Pierre Chamorin    | 25  | 2 (4)                              | 0 Saint-Estève |
| Brian Coles        |     | 2 (0)                              | 0 XIII Catalan |
| David Despin       | 24  | 1 (0)                              | 0 Lézignan     |
| Patrick Entat (c)  | 31  | 2 (0)                              | 0 Leeds        |
| Pascal Fages       | 25  | 2 (0)                              | 0 Pia          |
| David Fraisse      | 26  | 1 (0)                              | 0 Workington   |
| Jean-Marc Garcia   | 24  | 2 (0)                              | 0 Saint-Estève |
| Lilian Hébert      | 24  | 1 (0)                              | 0 Carcassonne  |
| Karl Jaavuo        | 26  | 2 (0)                              | 0 Pia          |
| Pascal Jampy       | 22  | 2 (0)                              | 0 XIII Catalan |
| Pascal Mons        | 23  | 1 (0)                              | 0 Carcassonne  |
| Gaël Tallec        | 19  | 1 (0)                              | 0 Lézignan     |
| Frédéric Teixido   | 23  | 2 (0)                              | 0 Limoux       |
| Marc Tisseyre      | 31  | 1 (0)                              | 0 Carcassonne  |
| Patrick Torreilles | 26  | 2 (4)                              | 0 Pia          |
| Thierry Valéro     | 29  | 1 (0)                              | 0 Lézignan     |

## Résultats

### 1ertour

#### Groupe 1
| Groupe 1 |                |   |   |   |   |     |     |      |     |
|          | Équipe         | J | V | N | D | PP  | PC  | Δ    | Pts |
| 1        | Angleterre     | 3 | 3 | 0 | 0 | 112 | 16  | +96  | 6   |
| 2        | Australie      | 3 | 2 | 0 | 1 | 168 | 26  | +142 | 4   |
| 3        | Fidji          | 3 | 1 | 0 | 2 | 52  | 118 | -66  | 2   |
| 4        | Afrique du Sud | 3 | 0 | 0 | 3 | 12  | 184 | -172 | 0   |

| sam. 7 oct.  | Angleterre | 20 - 16 | Australie      | Wembley, Londres                |
| sdim. 8 oct. | Fidji      | 52 - 6  | Afrique du Sud | Cougar Park, Keighley           |
| mar. 10 oct. | Australie  | 86 - 6  | Afrique du Sud | Gateshead Stadium, Gateshead    |
| mer. 11 oct. | Angleterre | 46 - 0  | Fidji          | Central Park, Wigan             |
| sam. 14 oct. | Australie  | 66 - 0  | Fidji          | McAlpine Stadium, Huddersfield  |
| sam. 14 oct. | Angleterre | 46 - 0  | Afrique du Sud | Headingley Rugby Stadium, Leeds |

#### Groupe 2
| Groupe 2 |                        |   |   |   |   |    |    |     |     |
|          | Équipe                 | J | V | N | D | PP | PC | Δ   | Pts |
| 1        | Nouvelle-Zélande       | 2 | 2 | 0 | 0 | 47 | 30 | +17 | 4   |
| 2        | Tonga                  | 2 | 0 | 1 | 1 | 52 | 53 | -1  | 1   |
| 3        | Papouasie-Nvell-Guinée | 2 | 0 | 1 | 1 | 34 | 50 | -16 | 1   |

| dim. 8 oct.  | Nouvelle-Zélande | 25 - 24 | Tonga | Wilderspool Stadium, Warrington |
| mar. 10 oct. | PNG              | 28 - 28 | Tonga | The Boulevard, Hull             |
| ven. 13 oct. | Nouvelle-Zélande | 22 - 6  | PNG   | Knowsley Road, St Helens        |

#### Groupe 3
| Groupe 3 |                |   |   |   |   |    |    |     |     |
|          | Équipe         | J | V | N | D | PP | PC | Δ   | Pts |
| 1        | Pays de Galles | 2 | 2 | 0 | 0 | 50 | 16 | +34 | 4   |
| 2        | Samoa          | 2 | 1 | 0 | 1 | 66 | 32 | +34 | 2   |
| 3        | France         | 2 | 0 | 0 | 2 | 16 | 84 | -68 | 0   |

| lun. 9 oct.  | Pays de Galles | 28 - 6  | France | Ninian Park, Cardiff |
| jeu. 12 oct. | France         | 10 - 56 | Samoa  | Ninian Park, Cardiff |
| dim. 15 oct. | Pays de Galles | 22 - 10 | Samoa  | Vetch Field, Swansea |

### Tournoi final
|  | Demi-finales     | Demi-finales  |            |    | Finale          | Finale          |
|  | Demi-finales     | Demi-finales  |            |    | Finale          | Finale          |
|  |                  |               |            |    |                 |                 |
|  | 21-22 octobre    | 21-22 octobre |            |    | 28 octobre 1995 | 28 octobre 1995 |
|  | 21-22 octobre    | 21-22 octobre |            |    | 28 octobre 1995 | 28 octobre 1995 |
|  | Angleterre       | 25            |            |    | 28 octobre 1995 | 28 octobre 1995 |
|  | Angleterre       | 25            |            |    | 28 octobre 1995 | 28 octobre 1995 |
|  | Pays de Galles   | 10            |            |    | 28 octobre 1995 | 28 octobre 1995 |
|  | Pays de Galles   | 10            | Angleterre | 8  |                 |                 |
|  |                  |               | Angleterre | 8  |                 |                 |
|  |                  | Australie     | 16         |    |                 |                 |
|  | Australie        | Australie     | 16         | 30 |                 |                 |
|  | Australie        |               |            | 30 |                 |                 |
|  | Nouvelle-Zélande | 20            |            |    |                 |                 |
|  | Nouvelle-Zélande | 20            |            |    |                 |                 |

#### Finale
Homme du match :  Andrew Johns
Points marqués :
- Australie : 2 essais de Wishart (1) et Brasher (1) ; 4 buts d'A. Johns (2)
- Angleterre : 1 essai de Newlove (1) ; 2 buts de Goulding (2)

Évolution du score : 
Arbitre :  Stuart Cummings
Spectateurs : 66 540
- Australie : Brasher - Wishart, Coyne, Hill, Dallas - Fittler (c), Toovey - Pay, A. Johns, Carroll, Menzies, Larson, Dymock - O'Davis, M. Johns, J. Smith, Kosef - Entraîneur : Bob Fulton

- Angleterre : Radlinski - Robinson, Connolly, Newlove, Offiah - T. Smith, Goulding - Harrison, Jackson, Platt, Betts (c), Clarke, Farrell (c) - Mather, Cassidy, Pinkney, Joynt - Entraîneur : Phil Larder